# Mich (dessinateur)
Jean-Marie Michel Liébeaux dit Mich, né à Périgueux le 3 juillet 1881 et mort à Alger le 2 juillet 1923, est un caricaturiste, un affichiste et un dessinateur français de publicités, qui connut un certain succès au début du XXe siècle, puis dans les années 1920.

## Biographie
Né à Périgueux en 1881, Michel Liebeaux fait des études de peinture à Nantes. Amateur de cheval, il fait son service militaire dans la cavalerie.
Élève du peintre Chaudron[Lequel ?], il commence par publier des petites satires locales. En 1904, il s'installe à Paris où ses dessins s'inspirent du style de Sem, né comme lui à Périgueux, en moins acide.
Devenu affichiste et dessinateur publicitaire sous le nom de Mich, au service de nombreuses marques, liées essentiellement au monde du cycle et de l'automobile : outre l'affiche pour l'embrocation Chanteclair (1910), il est le père du bonhomme stylo pour Onoto et du rémouleur accompagné de son chien pour les pneus Hutchinson. Il fut à l'origine de plusieurs affiches pour de grands constructeurs automobiles, en particulier pour Citroën.
Dès 1907, il propose un nouvel album intitulé À l'automobile, sous forme de portraits de personnalités en vue comme Louis Vuitton, ou Camille Jenatzy. Il collabore également aux périodiques L’Écho de Paris, Fantasio ou La Vie parisienne.
En 1912, il expose au Salon des humoristes cinquante dessins de sportifs célèbres.
Après 1918, il devient dessinateur pour le grand quotidien sportif de l’époque, L'Auto.
Liébaux est mort à La Jaille-Yvon, en Maine-et-Loire, en 1923.
Il s'était marié le 6 mai 1913 à Nantes avec Marie-Anne de Messey.
Le Musée national du sport conserve en son fonds plusieurs affiches et maquettes de Mich.
Le Musée départemental breton (Quimper), présente les vitraux dessinés par Mich pour l'ancien restaurant de la gare de Quimper. Il conserve aussi son affiche pour la marque "Taillan, grand vin au quinquina".

## Œuvres

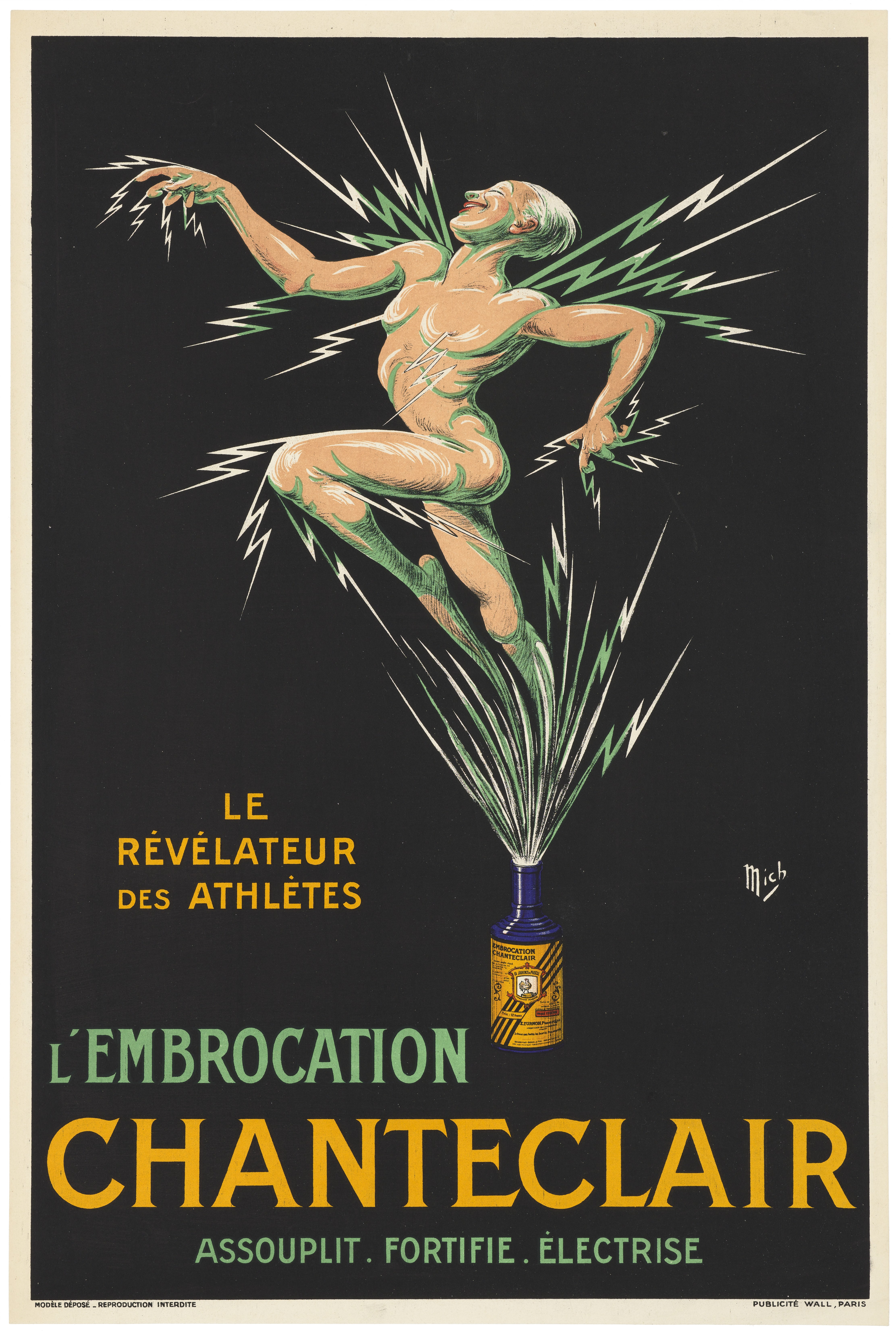
Le Révélateur des athlètes, l'embrocation Chanteclair.
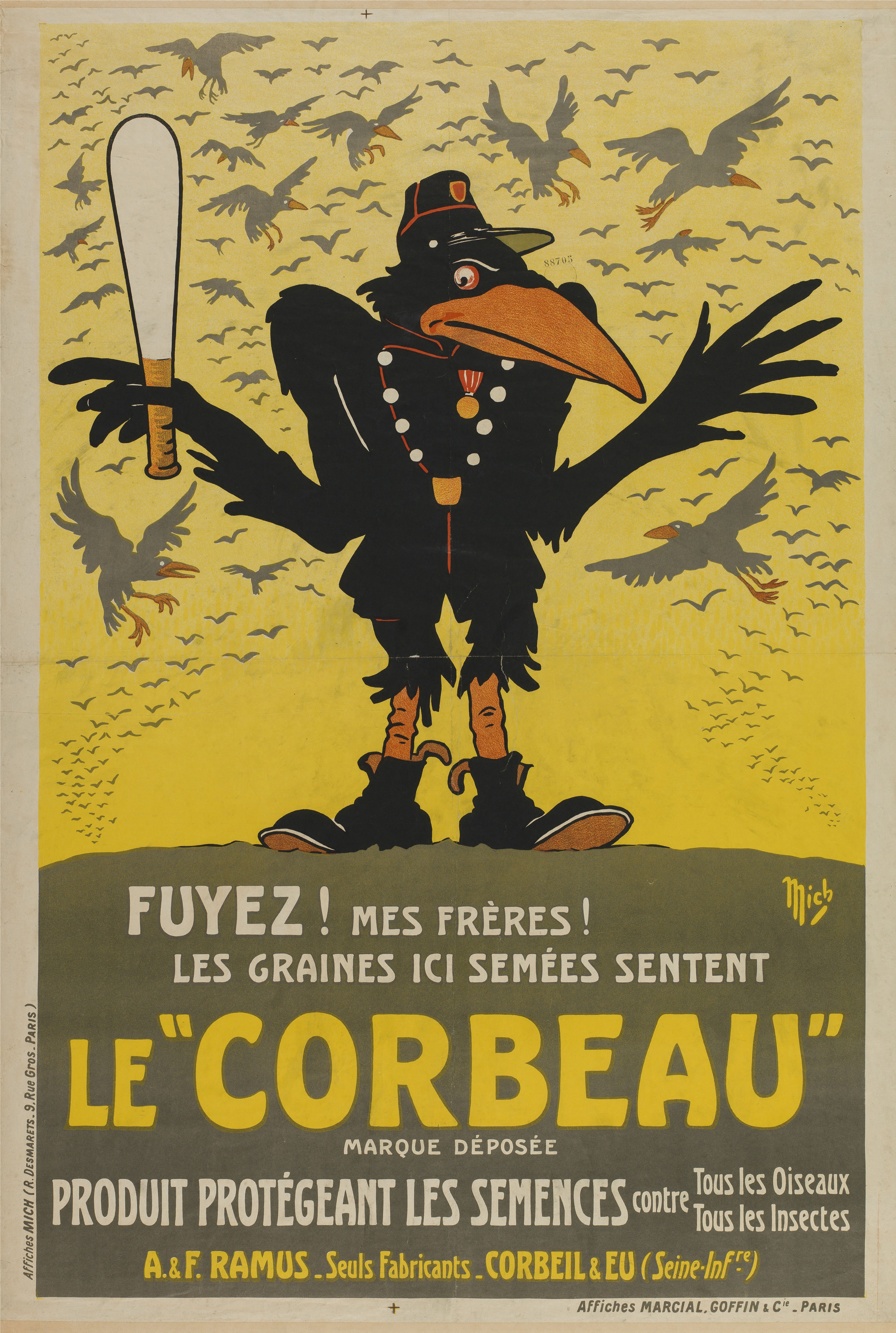
Fuyez ! mes frères ! les graines ici semées sentent le "Corbeau".
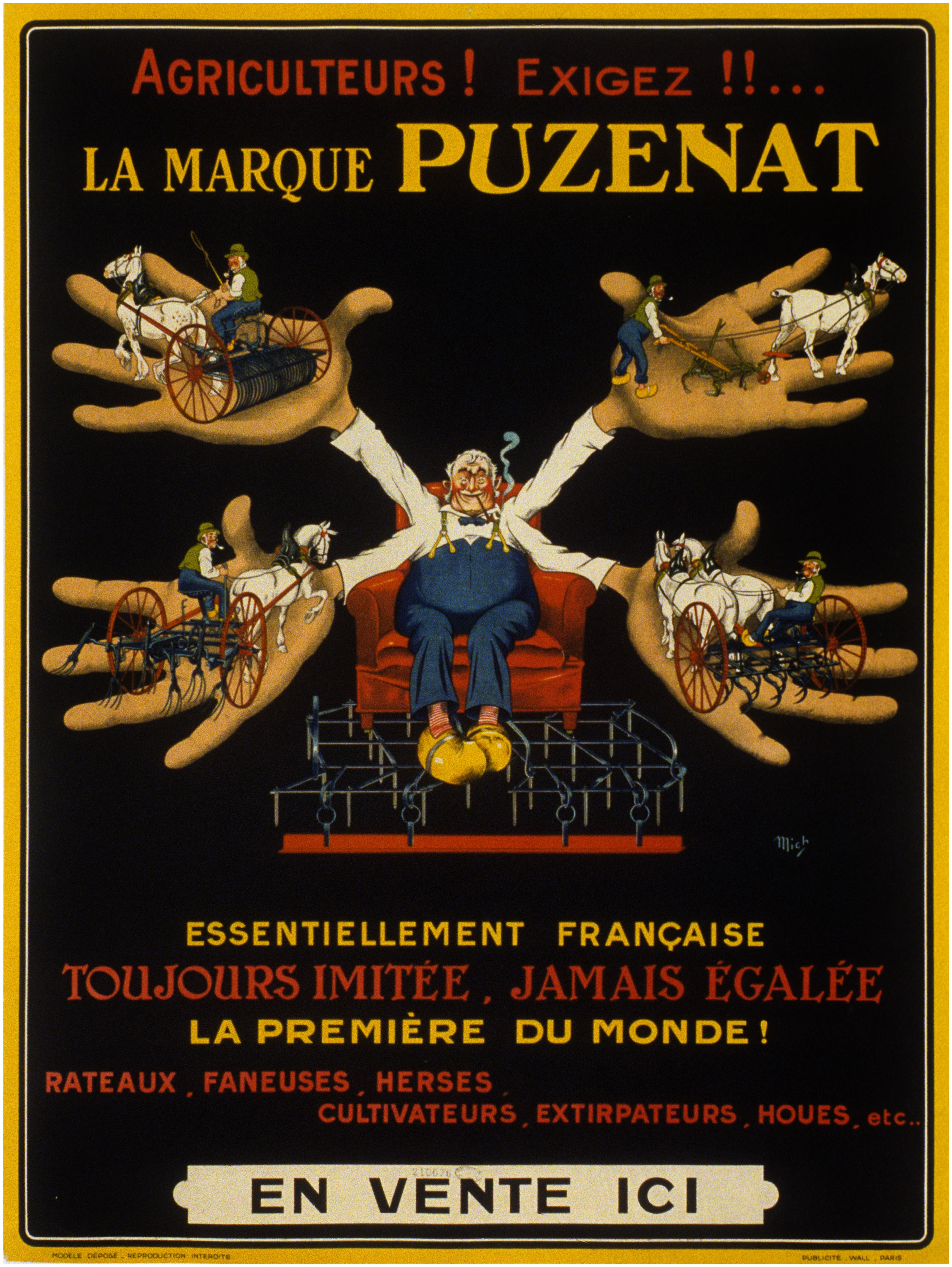
Agriculteurs ! exigez !!... la marque Puzenat essentiellement française.
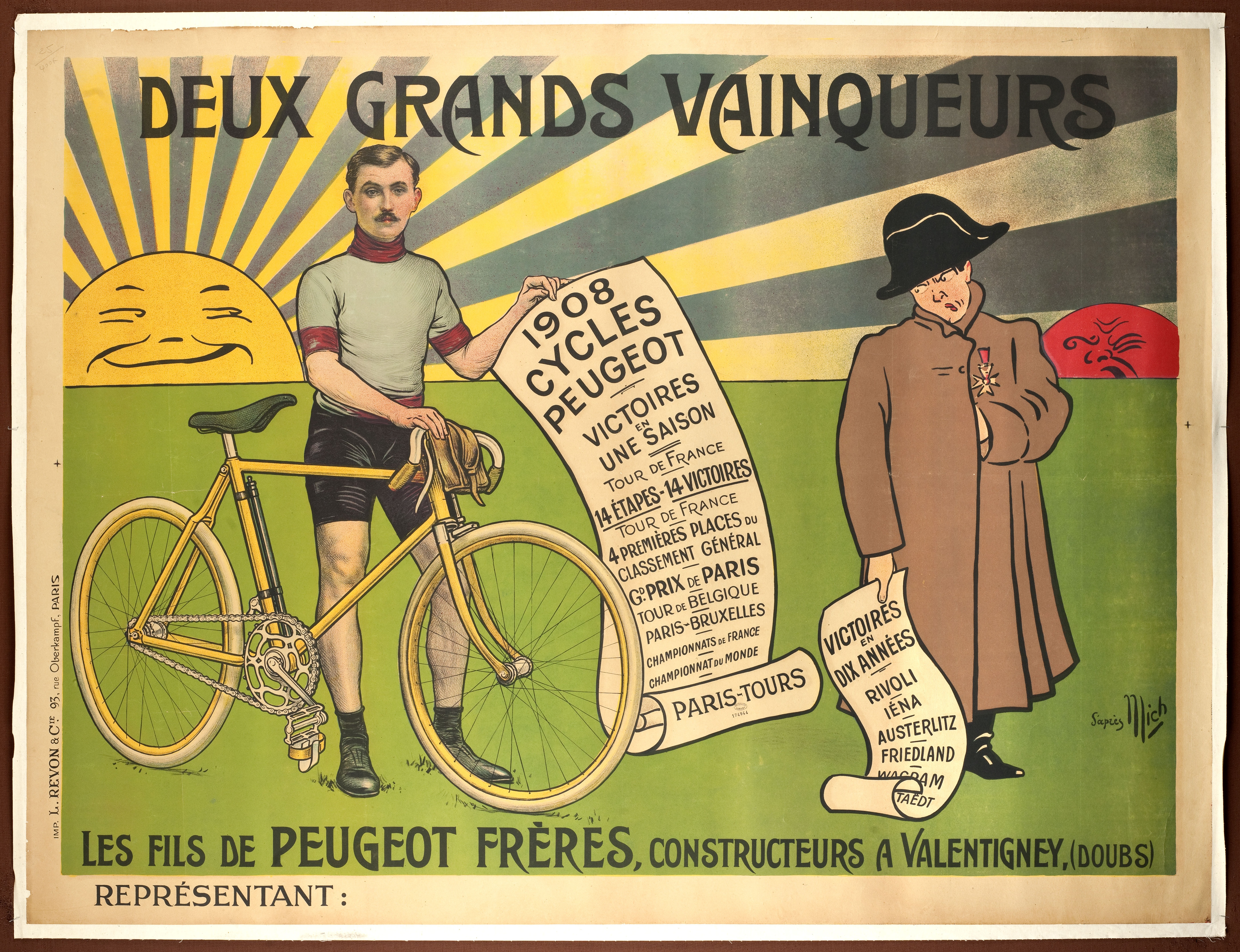
Deux grands vainqueurs.

## Bibliophilie
- Colette, La Vagabonde, lithographies de Gaston Prost d'après Mich, 150 exemplaires numérotés, Société du livre d'art, 1924.